# Kleinwuchs

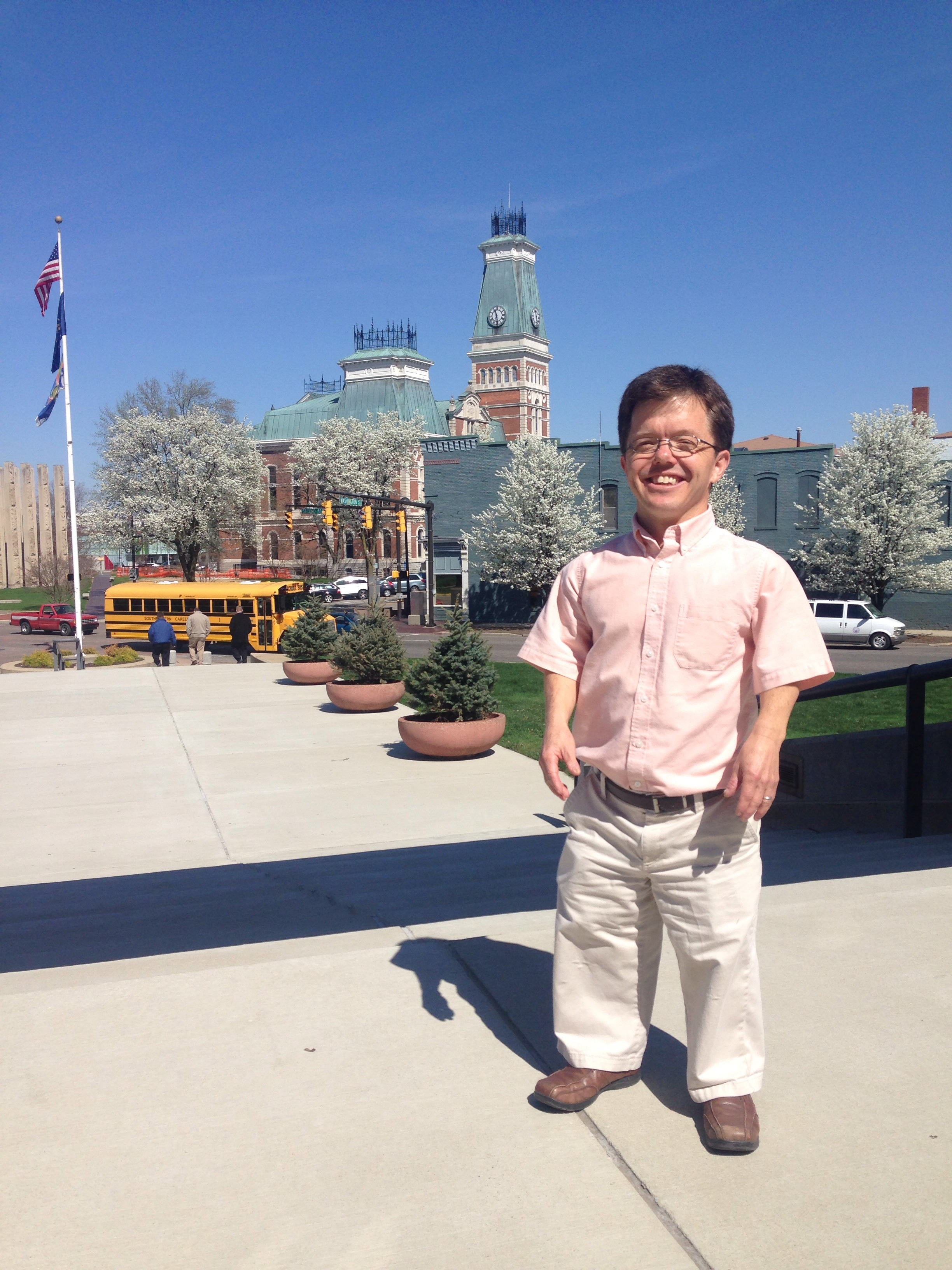
Ein kleinwüchsiger Mensch

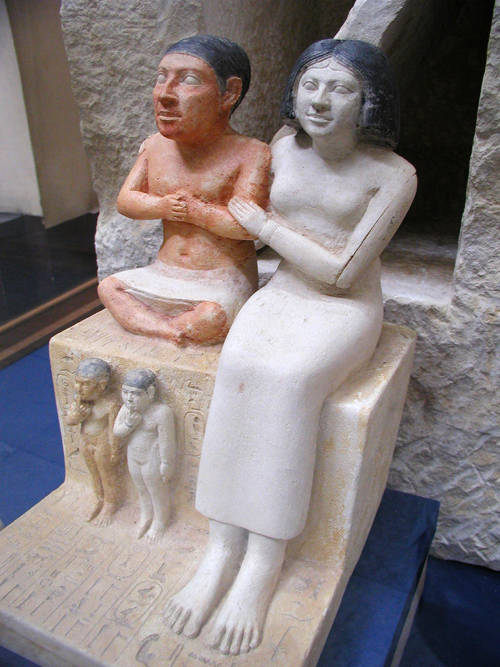
Der altägyptische kleinwüchsige Hofbeamte Seneb mit seiner Familie (um 2475 v. Chr.)

Kleinwuchs, Kleinwüchsigkeit oder Mikrosomie beim Menschen ist eine Bezeichnung für ein nicht dem Durchschnitt entsprechendes, geringeres Körperlängenwachstum, das durch eine Vielzahl von angeborenen oder erworbenen Wachstumsstörungen hervorgerufen werden kann.
Etwa 100.000 kleinwüchsige Menschen leben in Deutschland, in Österreich sind es ca. 10.000.

## Bezeichnung
Ein stark unterdurchschnittliches Längenwachstum wird in der Medizin als Kleinwuchs bezeichnet. Die frühere medizinische Bezeichnung „Minderwuchs“ wird aufgrund der negativen Konnotation nicht mehr verwendet. Ebenfalls negativ konnotiert sind Bezeichnungen wie „Zwerg“ oder „Liliputaner“, die mitunter umgangssprachlich verwendet werden, obwohl es Betroffene gibt, die sie als diskriminierend empfinden.

## Definition
Bei Erwachsenen bedeutet Kleinwuchs eine Körpergröße von unter 150 cm (Männer) beziehungsweise 140 cm (Frauen). Extremer Kleinwuchs (früher als Zwergwuchs oder Nanosomie bezeichnet) führt zu einer Körpergröße von unter 130 cm im Erwachsenenalter. Diese Definition kann von Land zu Land leicht variieren.
Im medizinischen Sinne liegt Kleinwuchs bei Kindern schon dann vor, wenn ihre Körpergröße das dritte Perzentil der Wachstumskurve für das entsprechende Alter nicht erreicht beziehungsweise den Mittelwert um mehr als zwei Standardabweichungen unterschreitet, das heißt, höchstens 3 % der Gleichaltrigen sind kleiner. Dieser Kleinwuchs hat jedoch in den meisten Fällen keinen Krankheitswert, denn auch gesunde Kinder können diese Grenzen unterschreiten. Wichtiger als der Absolutwert ist deshalb die zeitliche Entwicklung des Kindes. Seine Wachstumsentwicklung sollte den Perzentilen folgen und sie nicht nach unten hin kreuzen.

## Ursachen
Es sind etwa 450 verschiedene Formen von Kleinwuchs bekannt, und die möglichen Ursachen für Kleinwuchs sind sehr vielfältig.
Manche Kleinwuchsformen liegen schon vor der Geburt begründet (primärer Kleinwuchs), wie Skelettdysplasien oder Mangelversorgung während der Schwangerschaft. Andere Kleinwuchsformen entstehen erst später (sekundärer Kleinwuchs), beispielsweise Wachstumshormonmangel oder chronische Erkrankungen.
Im Rahmen der Diagnostik wird jedoch eher unterschieden, ob das Wachstum proportioniert oder disproportioniert, also mit einem von der Norm abweichenden Verhältnis zwischen Kopf, Rumpf und Extremitäten, erfolgt.

### Normvarianten (nicht pathologisch)
- Familiärer Kleinwuchs:

Beim familiären Kleinwuchs sind die Eltern des Betroffenen ebenfalls klein, und die Endgröße des Kindes liegt in dem Bereich, der aufgrund der Größe der Eltern erwartbar ist. Zudem gibt es auch ethnische Gruppen, bei denen die durchschnittliche Körpergröße der Männer unter 150 cm liegt und somit ein natürlicher Kleinwuchs vorliegt.
- Konstitutionelle Entwicklungsverzögerung:

Die konstitutionelle Entwicklungsverzögerung hat eine verzögerte Entwicklung der Knochenreife sowie einen verspäteten Pubertätsbeginn zur Folge. Sie tritt in vielen Fällen familiär gehäuft auf. Jungen sind doppelt so häufig betroffen wie Mädchen. In diesen Fällen kann eine normale Körpergröße erreicht werden, nur eben mit Verzögerung.

### Pathologische Formen
- Intrauteriner Kleinwuchs:

Die Betroffenen sind schon bei ihrer Geburt sehr klein, was auf verschiedene Faktoren in der Schwangerschaft zurückzuführen ist. Die meisten Kinder können den Wachstumsrückstand aufholen, aber manche bleiben kleinwüchsig.
- Chromosomale Störungen mit Aneuploidie (zusätzliche Chromosomen):

Im Rahmen des Ullrich-Turner-Syndroms, bei dem Betroffene nur ein funktionsfähiges Geschlechtschromosom (X) aufweisen, ist Kleinwuchs nur eines von vielen Merkmalen. Auch Menschen mit Down-Syndrom sind manchmal kleinwüchsig.
- Syndromale Erkrankungen:

Syndrome wie das Noonan-Syndrom, Silver-Russell-Syndrom oder das Prader-Willi-Syndrom sind komplexe Krankheitsbilder, bei denen der Kleinwuchs nur ein Symptom neben vielen anderen darstellt.
- Skelettdysplasien:

Skelettdysplasien liegt eine generelle Störung des Knorpel- oder Knochenwachstums zugrunde. Es gibt eine Vielzahl von Skelettdysplasien, die zumeist mit disproportioniertem Kleinwuchs einhergehen. Die häufigste Skelettdysplasie und auch die häufigste pathologische Form des Kleinwuchses überhaupt ist die Achondroplasie. Weitere Beispiele sind die Spondyloepiphysäre Dysplasie und die Diastrophische Dysplasie.
- Unterernährung:

Unterernährung kann bei Kindern zu einer Verlangsamung des Wachstums führen.
- Organische Ursachen:

Eine Wachstumsverzögerung kann durch chronische Erkrankungen wie Herz- oder Lebererkrankungen verursacht werden.
- Endokrine Störungen:

Manche Wachstumsstörungen sind auf hormonelle Störungen wie Wachstumshormonmangel, Diabetes mellitus oder eine Unterfunktion der Schilddrüse zurückzuführen. Diese Störungen sind meist gut behandelbar, so dass betroffene Kinder eine Endkörpergröße im Normbereich erreichen können.
- Stoffwechselstörungen:

Beim Phosphatdiabetes scheidet der Körper zu viel Phosphat aus, wodurch das Knochenwachstum beeinträchtigt wird und ein disproportionierter Kleinwuchs hervorgerufen wird. Auch andere Stoffwechselstörungen, zum Beispiel Störungen des Proteinstoffwechsels oder des Fettstoffwechsels, können Kleinwuchs verursachen.
- Psychosoziale Ursachen:

Kleinwuchs kann auch psychosoziale Ursachen haben. Zu nennen sind hier die Psychosoziale Deprivation und die Depression.
- Iatrogene Ursachen (medizinische Behandlungen):

Auch medizinische Therapien, die den Körper sehr stark belasten, können eine Ursache für Kleinwuchs sein: Strahlentherapie, Chemotherapie oder eine hochdosierte Glukokortikoid-Therapie.

## Barrieren und Hilfsmittel

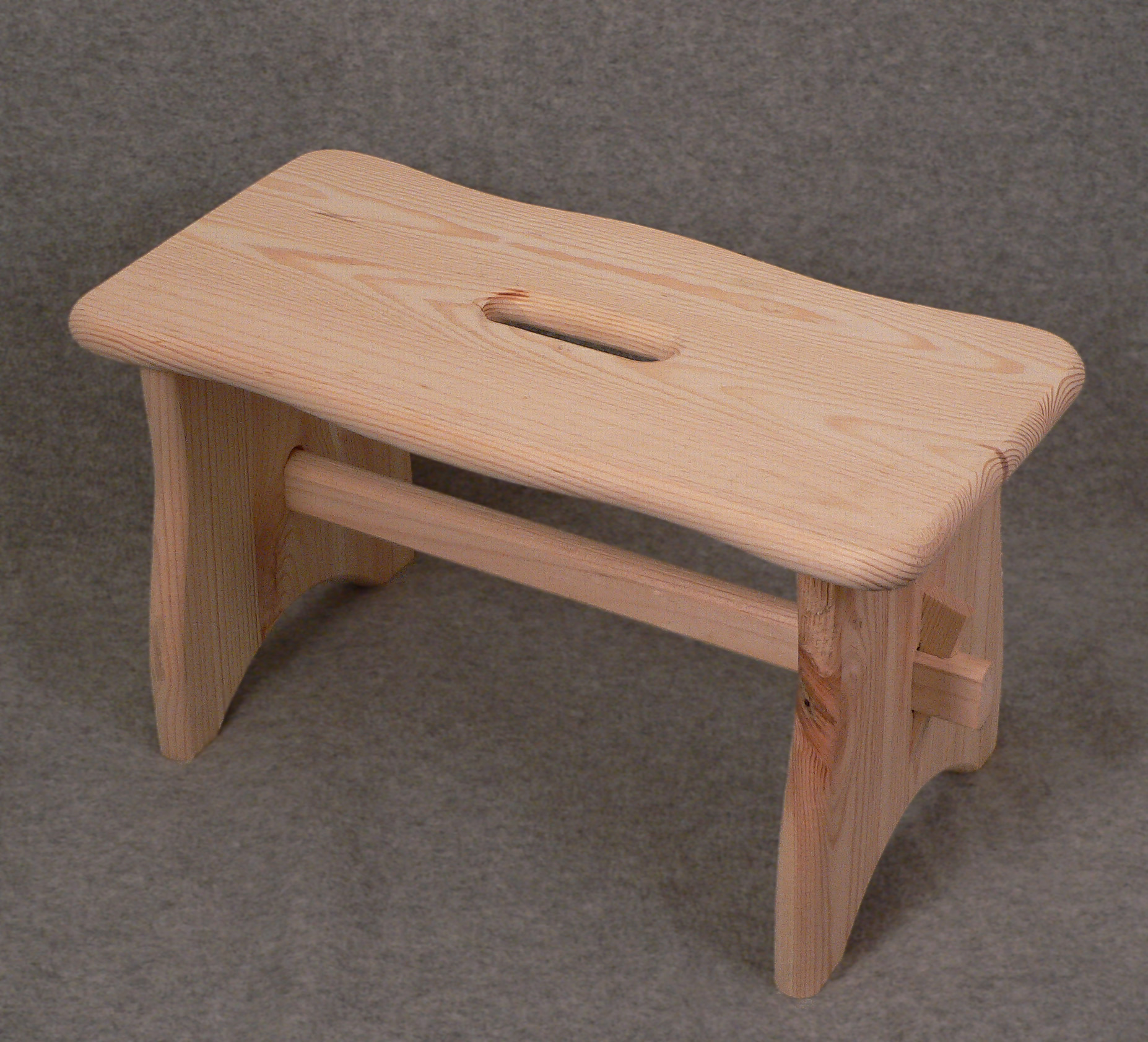
Hocker sind ein wichtiges Hilfsmittel für Kleinwüchsige

Im Alltag sind kleinwüchsige Menschen mit vielen Barrieren konfrontiert, da die Umgebung auf durchschnittlich große Menschen ausgerichtet ist. Beispielsweise können Geldautomaten, Küchen, Toiletten und Waschbecken von vielen Kleinwüchsigen nur mit Hilfsmitteln genutzt werden. Eine besondere Rolle spielen dabei niedrige Hocker und Tritte, da sie vielseitig einsetzbar sind, um den Höhenabstand zu überbrücken.
Hilfreich sind Hocker auch als Fußbänke beim Sitzen, denn beim Sitzen auf einem durchschnittlichen Stuhl baumeln die Beine kleinwüchsiger Menschen in der Luft, was auf die Dauer schmerzhaft und unbequem ist und zudem beim Arbeiten die Feinmotorik beeinträchtigen kann. Als Hilfsmittel in der Schule oder bei der Arbeit kommen daher auch speziell angepasste Therapiestühle zum Einsatz.
Um mobil zu sein, greifen manche kleinwüchsige Kinder und auch Erwachsene auf speziell für sie angepasste Roller oder Fahrräder zurück, denn je nach Art des Kleinwuchses kann das Laufen längerer Strecken Probleme bereiten.
Mit entsprechend umgerüsteten Fahrzeugen können die meisten Kleinwüchsigen ohne Einschränkung Auto fahren. Nötig ist dabei in der Regel mindestens eine Pedalverlängerung und ein individuell angepasster Sitz.
Über die Rehabilitationsträger der deutschen Sozialversicherung können in der Mobilität eingeschränkte Personen (hier aufgrund der Kleinwüchsigkeit) im Rahmen der Leistung zu Teilhabe Beihilfen oder Darlehen zur Kraftfahrzeughilfe erlangen.

## Sport
Kleinwuchs kann im Kunstturnen von Vorteil sein. Die ukrainische Turnerin Tetjana Huzu ist 1,37 m groß und gewann 1992 in Barcelona zwei Goldmedaillen.
Regelmäßige sportliche Betätigung kann helfen, Rücken- und Gelenkproblemen vorzubeugen, die vor allem bei Skelettdysplasien häufig sind. Die Bewegungsfreude und der sportliche Ehrgeiz kleinwüchsiger Kinder wird jedoch oft schon früh dadurch eingeschränkt, dass sie an den gleichen Maßstäben wie Nichtbehinderte gemessen werden und dabei schnell an ihre Grenzen stoßen. Einschränkungen bestehen je nach Kleinwuchsform insbesondere beim Geräteturnen, bei Laufsportarten, Sprungsportarten und Ballsportarten.
Im Allgemeinen gibt es allerdings keine Sportart, die für kleinwüchsige Menschen grundsätzlich auszuschließen ist. Laut einer nichtrepräsentativen Umfrage des BKMF e. V. (Bundesverband Kleinwüchsige Menschen und ihre Familien) im Jahr 2008 sind die beliebtesten Sportarten Schwimmen (42 % der Befragten), Fußball (20 %), Fahrrad fahren (10 %), Fitnesstraining (8,2 %), Reiten (6,7 %), Karate (5 %) und Tanzen (5 %), wobei nur 8 % aller Befragten den jeweiligen Sport in einem Behindertensportverein ausüben.
Auch im Leistungssport sind kleinwüchsige Menschen vertreten. In Deutschland sind sie im Deutschen Behindertensportverband organisiert. Bei den Paralympischen Spielen gibt es eine eigene Beeinträchtigungskategorie für Kleinwüchsige. Erfolgreiche kleinwüchsige Paralympioniken sind beispielsweise Niko Kappel, Mathias Mester und Tiffany Thomas Kane.
Seit 1993 finden alle vier Jahre die World Dwarf Games statt, die von der International Dwarf Sports Federation organisiert werden und an denen kleinwüchsige Sportler aus aller Welt teilnehmen können. An den World Dwarf Games 2017 in Guelph (Kanada) nahmen 420 Athleten aus 20 verschiedenen Ländern teil. 2023 fanden die 8. Spiele in Deutschland an der Sporthochschule Köln statt (28. Juli – 5. August).

## Rezeption

### Kleinwuchs in der Literatur
- Jonathan Swift (1667–1745), Gullivers Reisen (1726), Teil 1.: „Reise nach Liliput“, satirischer Roman über den fiktiven Zwergenstaat Liliput
- Edgar Allan Poe (1809–1849): Hopp-Frosch (1849),  Erzählung über die makabre Rache zweier körperlich Benachteiligter
- Theodor Storm (1817–1888): Eine Malerarbeit (1867) der kleinwüchsige Maler Edde Brunken muss sein künstlerisches „Leben aus dem Holze schnitzen, das man hat.“
- Oscar Wilde (1854–1900), Der Geburtstag der Infantin (1891), ein kleinwüchsiger Hofnarr zerbricht am Konflikt zwischen seiner Selbstwahrnehmung als Künstler und der Außensicht als lächerlicher Figur
- Selma Lagerlöf (1858–1940), Die wunderbare Reise des kleinen Nils Holgersson mit den Wildgänsen (1907), Abenteuerliche Entdeckungsreise über Schweden
- Pär Lagerkvist (1891–1974), Der Zwerg (1944), Erzählung über das Leben eines Zwerges in einem italienischen Stadtstaat
- Erich Kästner (1899–1974), Der kleine Mann (1963), ein Winzling kommt zu Ruhm, gerät in Gefahr und wird gerettet
- Günter Grass (1927–2015): Die Blechtrommel (1959). Oskar Matzerath weigert sich, erwachsen zu werden und erlebt so zahlreiche historische Begebenheiten aus der Perspektive eines klein gewachsenen Menschen
- Roald Dahl (1916–1990): Charlie und die Schokoladenfabrik (1964), Kinderbuch, kniehoch gewachsene afrikanische Umpa Lumpas erweisen sich als dienstbare Geister
- John Irving (* 1942): Owen Meany (1989), ein Zwerg verstrickt sich in den Alltag und wird zum Opfer, orientiert an der Blechtrommel sowie A Son of the Circus (1994), deutsch: Zirkuskind.
- Armistead Maupin (* 1944): Die Kleine (1992), Tagebuchroman über die kleinwüchsige Tamara De Treaux, Titeldarstellerin von E.T. – Der Außerirdische